# Wadim Biekbułatow
Wadim Nikołajewicz Biekbułatow, ros. Вадим Николаевич Бекбулатов; błr. Вадзім Мікалаевіч Бекбулатаў – Wadzim Mikałajewicz Biekbułatau (ur. 8 marca 1970 w Swierdłowsku) – radziecki i białoruski hokeista pochodzenia rosyjskiego. Reprezentant Białorusi, dwukrotny olimpijczyk.

## Kariera
- / Dynama Mińsk (1988-1993)
- Tiwali Mińsk (1993-1994)
- Brûleurs de Loups de Grenoble (1994-1995)
- Siewierstal Czerepowiec (1995-1998)
- HC Litvínov (1998-1999)
- SKA Sankt Petersburg (1999-2000)
- Witiaź Podolsk (2000-2001)
- Dinamo-Eniergija Jekaterynburg (2001-2002)
- HK Kieramin Mińsk (2001)
- Junost' Mińsk (2002)
- HK Homel (2002-2004)
- Dynama Mińsk (2004-2006)

Pochodzi ze Swierdłowska (od 1991 Jekaterynburg) w obecnej Rosji. Pod koniec lat 80. przybył do Białoruskiej SRR i tam kontynuował karierę, od 1991 w niepodległej Białorusi. Występował w klubach białoruskiej ekstraligi oraz ligi rosyjskiej. Przez pięć sezonów grał w Dynamie Mińsk.
Został reprezentantem Białorusi. Uczestniczył w turniejach kwalifikacji do Grupy C mistrzostw świata w 1993, mistrzostw świata w 1994 (Grupa C), 1996, 1997 (Grupa B), 1998, 1999, 2003 (Grupa A / Elita) oraz zimowych igrzysk olimpijskich 1998, 2002.

## Sukcesy
Reprezentacyjne
- Awans do Grupy C mistrzostw świata: 1993
- Awans do Grupy A mistrzostw świata: 1997
- Czwarte miejsce w turnieju zimowych igrzysk olimpijskich: 2002

Klubowe
- Złoty medal mistrzostw Białorusi: 1993, 1994 z Tiwali Mińsk, 2003 z HK Homel
- Brązowy medal mistrzostw Białorusi: 2004 z HK Homel
- Puchar Białorusi: 2003, 2004 z HK Homel
- Drugie miejsce we Wschodnioeuropejskiej Lidze Hokejowej: 2003, 2004: 2003 z HK Homel
- Drugie miejsce w Pucharze Kontynentalnym: 2004: 2003 z HK Homel

Indywidualne
- Mistrzostwa Świata w Hokeju na Lodzie 1997 Grupa B:
  - Pierwsze miejsce w klasyfikacji +/− turnieju: +11
  - Skład gwiazd turnieju

Wyróżnienie
- Zasłużony Mistrz Sportu Republiki Białorusi: 2002[2]